# Archidiócesis de Emerita Augusta
La Sede titular de Emerita Augusta es una Diócesis titular católica, antigua Diócesis de Mérida, actualmente se encuentra suprimida, ya que en 1994 fue restituida la Archidiócesis de Mérida-Badajoz.

## Episcopologio
- Sotero Sanz Villalba (16 de julio de 1970 - 17 de enero de 1978).
- Justo Mullor García (21 de marzo de 1979 - 28 de julio de 1994).